# Nightflight to Venus
Albums de Boney M.
Love for Sale
(1977) Oceans of Fantasy
(1979)
Nightflight to Venus est le titre du troisième album du groupe Boney M. paru en 1978.
Cet album est celui de la consécration. Il contient entre autres les doubles singles Rivers of Babylon/Brown Girl in the Ring et Rasputin/Painter Man.
Rivers of Babylon est considéré comme le plus gros succès du groupe. Au Royaume-Uni uniquement, il s'est écoulé à 1 985 000 copies et a été certifié triple single de platine.
En novembre 1978, le groupe sort le single inédit Mary's Boy Child couplé à Dancing in the Streets. Il s'en écoulera plus d'1.7 million de copies au Royaume-Uni à nouveau, faisant par la même occasion rentrer le groupe à trois reprises dans le top 10 des singles les plus vendus dans l'histoire du disque.

## Liste des pistes
| 1. | Nightflight to Venus | 4:47 |
| 2. | Rasputin             | 5:52 |
| 3. | Painter Man          | 3:11 |
| 4. | He was a Steppenwolf | 6:51 |
| 5. | King of the Road     | 2:36 |

| 1. | Rivers of Babylon                              | 4:21 |
| 2. | Voodoonight                                    | 3:31 |
| 3. | Brown Girl in the Ring                         | 4:02 |
| 4. | Never Change Lovers in the Middle of the Night | 5:32 |
| 5. | Heart of Gold                                  | 4:05 |

Il existe quatre pressages différents de l'album. La différence principale réside dans la durée de la plage titulaire de l'album. Nightflight to Venus passe de 7.09 minutes à 5.55 puis 4.58 et finalement 4.46.
Cette dernière durée sera utilisée pour la commercialisation de l'album en cd en 1994 et 2007.

## Singles
Royaume-Uni
7"
- Rivers of Babylon - 4:16 / Brown Girl in the Ring - 4:02 (Atlantic Records K11120, 1978)
- Rasputin (7" Mix) - 4:39 / Never Change Lovers in the Middle of the Night - 5:32 (Atlantic K11192, 1978)
- Mary's Boy Child/Oh My Lord - 5:29 / Dancing in the Streets - 3:43 (Atlantic K11221, 1978)
- Painter Man - 3:10 / He was a Steppenwolf - 6:51 (Atlantic K11255, 1979)

12"
- Brown girl in the Ring - 4:02 / Rivers of Babylon - 4:18 (Atlantic K 11120T, 1978)
- Rasputin (12" Mix) - 7:33 / Never Change Lovers in the Middle of the Night - 5:32 (Atlantic K11192T, 1978)
- Painter Man - 3:10 / He was a Steppenwolf - 6:51 (Atlantic K11255, green vinyl and red vinyl, 1979)

États-Unis
7"
- Rivers of Babylon - 4:16 / Brown Girl in the Ring - 4:02 (Sire Records SRE-1027 (RE-1), 1978)
- Rasputin (7" Mix) - 4:39 / He was a Steppenwolf (Sire SRE-1049, 1978)
- Mary's Boy Child/Oh My Lord - 5:29 / Dancing in the Streets - 3:43 (Sire SRE-1036, 1978)
- Mary's Boy Child/Oh Lord - 5:29 / He was a Steppenwolf - 6:51 (Sire/Hansa SRE 49144, 1978)
- Dancing in the Streets - 3:57 / Never Change Lovers in the Middle of the Night (Edit) - 5:01 (Sire SRD 1038, 1978)

12"
- Rivers of Babylon (12" Mix) - 7:22 / Rivers of Babylon - 4:06 (Sire/Hansa Records PRO-A-732, 1978) Vinyl promotionnel.
- Rasputin (12" Mix) - 7:33 / Rasputin (Album version) 5:50 (Sire PRO-A-765, 1978)
- Dancing in the Streets (12" Mix) - 6:18 / Never Change Lovers in the Middle of the Night - 5:32 (Sire SRD 1040, 1978)

Allemagne
7"
- Rivers of Babylon - 4:16 / Brown Girl in the Ring - 4:02 (Hansa Records 11 999 AT, 1978)
- Rasputin (7" Mix) - 4:39 / Painter Man - 3:10 (Hansa 15 808 AT, 1978)
- Mary's Boy Child/Oh My Lord - 5.29 / Never Change Lovers in the Middle of the Night - 5.32 (Hansa 15 816 AT, 1978) sortie annulée
- Mary's Boy Child/Oh My Lord - 5:29 / Dancing in the Streets - 3:57 (Hansa 100 075-100, 1978)

12"
- Rasputin (12" Mix) - 7:33 / Painter Man - 3:10 (Hansa 26 400 XT, 1978)
- Dancing in the Streets (12" Mix) - 6:25 / Mary's Boy Child (12" Mix) - 6:18 (Hansa 600 009-212, 1979)

## Classements
- Nightflight to Venus (album): #1 Royaume-Uni, Allemagne, Norvège
- Rivers of Babylon: #1 Royaume-Uni, Allemagne, Norvège, Nouvelle-Zélande, Suède , #30 États-Unis
- Rasputin: #1 Allemagne, #2 Royaume-Uni
- Brown girl in the ring: #1 Eurochart Top 100
- Painter man: #10 Royaume-Uni
- Mary's boy child: #1 Royaume-Uni, Allemagne, #85 États-Unis

## À noter
Le morceau d'introduction Nightflight to Venus est une reprise très fidèle de Dance with the devil, un instrumental de 1973 du batteur Cozy Powell.
L'album a été édité pour la première fois en cd en 1994, et a été réédité en 2007, agrémenté du single Mary's Boy Child et de sa face B Dancing in the Streets.
Une version alternative de Rivers of Babylon existe et le groupe l'a interprétée une seule fois à la télévision allemande.
Dancing in the Streets est la chanson choisie pour lancer le groupe aux États-Unis. Le groupe y entame une tournée promotionnelle où il participe à l'émission Soultrain. Malgré cela, le succès ne sera pas au rendez-vous et le single n'atteindra que la 105e place du Billboard Hot 100.